# Maalbeek (vattendrag)
Maalbeek är ett vattendrag i Belgien. Det ligger i provinsen Hainaut och regionen Vallonien, i den centrala delen av landet.
Runt Maalbeek är det i huvudsak tätbebyggt. Runt Maalbeek är det mycket tätbefolkat, med 8 045 invånare per kvadratkilometer.